# Saison 2018-2019 du Football Club de Grenoble rugby
Cette page présente la saison 2018-2019 du Football club de Grenoble rugby en Top 14 et en Challenge européen.

## La saison

### Pré-saison
Équipé par Kappa, le FC Grenoble change ses maillots,. Sont présents sur le maillot les partenaires du club à savoir Work 2000, SD services, Grenoble-Alpes Métropole, Kappa, le conseil départemental de l'Isère, IMER, Steap stailor, Crédit agricole Sud Rhône Alpes, Samse et Biossun.

## Entraîneurs
| Nom              | Poste                            | Nationalité sportive |
| ---------------- | -------------------------------- | -------------------- |
| Stéphane Glas    | Entraîneur (arrières)            | France               |
| Dewald Senekal   | Entraîneur (avants)              | Afrique du Sud       |
| Cyril Villain    | Entraîneur (défense)             | France               |
| Jérôme Vernay    | Entraîneur (skills)              | France               |
| Jean-Noël Perrin | Entraîneur (mêlée)               | France               |
| Franck Corrihons | Directeur du développement rugby | France               |

## Effectif
| Nom                   | Poste                  | Naissance         | Nationalité sportive | Sélections | Dernier club              | Arrivée au club (année) |
| --------------------- | ---------------------- | ----------------- | -------------------- | ---------- | ------------------------- | ----------------------- |
| Halani Aulika         | Pilier                 | 31 août 1983      | Tonga                |            | Sale Sharks               | 2018                    |
| Alexandre Dardet      | Pilier                 | 31 janvier 1993   | France               | -          | Formé au club             | 2013                    |
| Beka Gigashvili       | Pilier                 | 17 février 1992   | Géorgie              |            | SO Chambéry               | 2017                    |
| Dylan Jacquot         | Pilier                 | 6 février 1995    | France               | -          | Formé au club             | 2014                    |
| JC Janse van Rensburg | Pilier                 | 9 janvier 1986    | Afrique du Sud       | -          | Stormers                  | 2018                    |
| Davit Kubriashvili    | Pilier                 | 3 décembre 1986   | Géorgie              |            | Montpellier HR            | 2018                    |
| Mihăiță Lazăr         | Pilier                 | 3 novembre 1986   | Roumanie             |            | Castres olympique         | 2018                    |
| Ali Oz                | Pilier                 | 28 août 1995      | France               | -          | Formé au club             | 2015                    |
| Duncan Casey          | Talonneur              | 14 novembre 1990  | Irlande              | -          | Munster Rugby             | 2018                    |
| Étienne Fourcade      | Talonneur              | 11 avril 1997     | France               | -          | Formé au club             | 2016                    |
| Mike Tadjer           | Talonneur              | 10 mars 1989      | Portugal             |            | CA Brive                  | 2018                    |
| Mickaël Capelli       | Deuxième ligne         | 18 mars 1997      | France               | -          | Formé au club             | 2015                    |
| Leva Fifita           | Deuxième ligne         | 29 juillet 1989   | Tonga                |            | Waikato                   | 2017                    |
| Killian Geraci        | Deuxième ligne         | 25 mars 1999      | France               | -          | Formé au club             | 2017                    |
| Hans N'Kinsi          | Deuxième ligne         | 21 septembre 1992 | France               | -          | RC Narbonne               | 2017                    |
| Francois Uys          | Deuxième ligne         | 12 mars 1986      | Afrique du Sud       | -          | Cheetahs                  | 2017                    |
| Fabien Alexandre      | Troisième ligne aile   | 14 mai 1985       | France               | -          | Biarritz olympique        | 2011                    |
| Clément Ancely        | Troisième ligne aile   | 6 mars 1993       | France               | -          | RC Massy                  | 2018                    |
| Loïc Baradel          | Troisième ligne aile   | 25 octobre 1996   | France               | -          | Formé au club             | 2016                    |
| Antonin Berruyer      | Troisième ligne aile   | 8 septembre 1998  | France               | -          | Formé au club             | 2017                    |
| Steeve Blanc-Mappaz   | Troisième ligne aile   | 2 juillet 1990    | France               | -          | RC Vannes                 | 2018                    |
| Steven Setephano      | Troisième ligne centre | 15 avril 1984     | Îles Cook            |            | NTT Docomo Red Hurricanes | 2015                    |
| Loïc Godener          | Troisième ligne centre | 13 août 1995      | France               | -          | Racing 92                 | 2017                    |
| Edgar Tuinukuafe      | Troisième ligne centre | 7 octobre 1993    | Tonga                | -          | US Carcassonne            | 2017                    |
| Taiasina Tuifu'a      | Troisième ligne centre | 20 août 1994      | Samoa                |            | Lyon OU                   | 2018                    |
| Matthew Va'ai         | Troisième ligne centre | 28 février 1992   | Nouvelle-Zélande     | -          | Counties Manukau          | 2019                    |
| Théo Nanette          | Demi de mêlée          | 12 janvier 1993   | France               | -          | Stade aurillacois         | 2018                    |
| Lilian Saseras        | Demi de mêlée          | 27 juin 1994      | France               | -          | Formé au club             | 2013                    |
| Jérémy Valençot       | Demi de mêlée          | 28 février 1997   | France               | -          | Formé au club             | 2016                    |
| Burton Francis        | Demi d'ouverture       | 2 janvier 1987    | Afrique du Sud       | -          | SU Agen                   | 2017                    |
| Adrien Latorre        | Demi d'ouverture       | 4 août 1990       | France               | -          | US Carcassonne            | 2017                    |
| Ben Lucas             | Demi d'ouverture       | 30 décembre 1987  | Australie            | -          | Queensland Reds           | 2018                    |
| Franck Pourteau       | Demi d'ouverture       | 1er avril 1996    | France               | -          | Racing 92                 | 2018                    |
| Matthieu Ugalde       | Demi d'ouverture       | 10 juin 1992      | France               | -          | CA Brive                  | 2018                    |
| Étienne Dussartre     | Centre                 | 5 février 1993    | France               | -          | Racing 92                 | 2017                    |
| Clément Gelin         | Centre                 | 8 novembre 1993   | France               | -          | Formé au club             | 2014                    |
| Junior Rasolea        | Centre                 | 29 avril 1991     | Australie            | -          | Edinburgh Rugby           | 2018                    |
| Alaska Taufa          | Centre                 | 27 mars 1983      | Tonga                |            | US Oyonnax                | 2017                    |
| Taleta Tupuola        | Centre                 | 9 juillet 1989    | Nouvelle-Zélande     | -          | US Montauban              | 2018                    |
| Pablo Uberti          | Centre                 | 19 octobre 1997   | France               | -          | Union Bordeaux Bègles     | 2018                    |
| Lucas Dupont          | Ailier                 | 19 mars 1990      | France               | -          | Montpellier HR            | 2015                    |
| Teiva Jacquelin       | Ailier                 | 22 avril 1994     | France               | -          | RC Toulon                 | 2017                    |
| Daniel Kilioni        | Ailier                 | 22 février 1993   | Tonga                |            | US Carcassonne            | 2016                    |
| Pierre Mignot         | Ailier                 | 13 avril 1996     | France               | -          | Formé au club             | 2016                    |
| Raymond Rhule         | Ailier                 | 6 novembre 1992   | Afrique du Sud       |            | Stormers                  | 2018                    |
| Edward Sawailau       | Ailier                 | 4 avril 1996      | Fidji                | -          | Formé au club             | 2016                    |
| Gervais Cordin        | Arrière                | 10 décembre 1998  | France               | -          | Formé au club             | 2017                    |
| Gaëtan Germain        | Arrière                | 2 juillet 1990    | France               | -          | CA Brive                  | 2018                    |
| Bastien Guillemin     | Arrière                | 22 septembre 1997 | France               | -          | Formé au club             | 2016                    |
| Lolagi Visinia        | Arrière                | 19 janvier 1993   | Nouvelle-Zélande     | -          | Auckland                  | 2017                    |

### Équipe-Type
1. JC Janse van Rensburg  2. Étienne Fourcade  3. Davit Kubriashvili
4. Leva Fifita  5. Hans Nkinsi
6. Steven Setephano   8. Loïc Godener  7.  Fabien Alexandre
9. Lilian Saseras  10. Franck Pourteau ou Adrien Latorre puis Matthieu Ugalde
11. Raymond Rhule ou Lolagi Visinia  12. Alaska Taufa  13. Taleta Tupuola puis Junior Rasolea  14. Daniel Kilioni ou Bastien Guillemin
15. Gaëtan Germain

## Calendrier et résultats

### Top 14
| - Stade rochelais - FC Grenoble : 28 - 21 - FC Grenoble - Stade toulousain : 20 - 23 - FC Grenoble - Section paloise : 21 - 24 - Castres Olympique - FC Grenoble : 29 - 13 - FC Grenoble - USA Perpignan : 31 - 22 - Lyon OU - FC Grenoble : 34 - 6 - FC Grenoble - Union Bordeaux-Bègles : 28 - 25 - SU Agen - FC Grenoble : 9 - 9 - FC Grenoble - ASM Clermont : 27 - 27 - Racing 92 - FC Grenoble : 24 - 23 - RC Toulon - FC Grenoble : 22 - 3 - FC Grenoble - Montpellier HR : 17 - 16 - Stade Français - FC Grenoble : 23 - 20 | - FC Grenoble - Stade rochelais : 21 - 28 - Stade toulousain - FC Grenoble : 29 - 16 - Section paloise - FC Grenoble : 22 - 0 - FC Grenoble - Castres Olympique : 6 - 16 - USA Perpignan - FC Grenoble : 22 - 16 - FC Grenoble - Lyon OU : 23 - 24 - Union Bordeaux-Bègles - FC Grenoble : 47 - 31 - FC Grenoble - SU Agen : 11 - 29 - ASM Clermont - FC Grenoble : 52 - 17 - FC Grenoble - Racing 92 : 16 - 34 - FC Grenoble - RC Toulon : 19 - 18 - Montpellier HR - FC Grenoble : 47 - 12 - FC Grenoble - Stade Français : 21 - 17 |

| Rang | Club                  | J  | V  | N | D  | Bo | Bd | Pm  | Pe  | Diff | Pts |
| ---- | --------------------- | -- | -- | - | -- | -- | -- | --- | --- | ---- | --- |
| 1    | Stade toulousain      | 26 | 21 | 2 | 3  | 9  | 1  | 820 | 508 | +312 | 98  |
| 2    | ASM Clermont          | 26 | 16 | 3 | 7  | 9  | 4  | 828 | 535 | +293 | 83  |
| 3    | Lyon OU               | 26 | 17 | 1 | 8  | 7  | 1  | 683 | 525 | +158 | 78  |
| 4    | Racing 92             | 26 | 15 | 1 | 10 | 8  | 4  | 750 | 563 | +187 | 74  |
| 5    | Stade rochelais       | 26 | 16 | 0 | 10 | 6  | 1  | 719 | 616 | +103 | 71  |
| 6    | Montpellier HR        | 26 | 14 | 1 | 11 | 6  | 6  | 659 | 546 | +113 | 70  |
| 7    | Castres olympique (T) | 26 | 15 | 0 | 11 | 4  | 5  | 508 | 499 | +9   | 69  |
| 8    | Stade français Paris  | 26 | 14 | 0 | 12 | 4  | 4  | 583 | 579 | +4   | 64  |
| 9    | RC Toulon             | 26 | 12 | 0 | 14 | 6  | 3  | 572 | 542 | +30  | 57  |
| 10   | Union Bordeaux Bègles | 26 | 12 | 1 | 13 | 4  | 3  | 618 | 711 | -93  | 57  |
| 11   | Section paloise       | 26 | 9  | 0 | 17 | 2  | 5  | 501 | 763 | -262 | 43  |
| 12   | SU Agen               | 26 | 8  | 1 | 17 | 0  | 4  | 431 | 654 | -223 | 38  |
| 13   | FC Grenoble (P)       | 26 | 5  | 2 | 19 | 0  | 5  | 448 | 691 | -243 | 29  |
| 14   | USA Perpignan (P)     | 26 | 2  | 0 | 24 | 0  | 4  | 433 | 821 | -388 | 12  |

### Challenge européen
Dans la Challenge européen le FC Grenoble fait partie de la poule 5 et sera opposé aux Anglais de Harlequins, aux Italiens de Benetton Trévise et aux Français du SU Agen.
| - Benetton Trévise - FC Grenoble : 40 - 14 - FC Grenoble - Harlequins : 19 - 13 - FC Grenoble - SU Agen : 22 - 15 | - SU Agen - FC Grenoble : 14 - 10 - Harlequins - FC Grenoble : 38-20 - FC Grenoble - Benetton Trévise : 7-39 |

Avec 2 victoires et 4 défaites, le FC Grenoble termine 3e de la poule 5 et n'est pas qualifié pour les quarts de finale. 

| Rang | Équipe           | J | V | N | D | Em | Ee | Bo | Bd | Pm  | Pe  | Diff | Pts |
| ---- | ---------------- | - | - | - | - | -- | -- | -- | -- | --- | --- | ---- | --- |
| 1    | Harlequins       | 6 | 4 | 0 | 2 | 23 | 13 | 3  | 2  | 179 | 113 | +66  | 21  |
| 2    | Benetton Trévise | 6 | 4 | 0 | 2 | 23 | 12 | 3  | 1  | 171 | 106 | +65  | 20  |
| 3    | FC Grenoble      | 6 | 2 | 0 | 4 | 11 | 21 | 0  | 1  | 92  | 159 | -67  | 9   |
| 4    | SU Agen          | 6 | 2 | 0 | 4 | 15 | 26 | 0  | 1  | 112 | 176 | -64  | 9   |

## Statistiques

### Championnat de France
Meilleurs réalisateurs
| Rang | Joueur            | Poste            | Points | Essais | Transf. | Pén. | Drops |
| ---- | ----------------- | ---------------- | ------ | ------ | ------- | ---- | ----- |
| 1    | Gaëtan Germain    | Arrière          | 238    | 2      | 12      | 68   | -     |
| 2    | Franck Pourteau   | Demi d'ouverture | 46     | -      | 8       | 10   | -     |
| 3    | Bastien Guillemin | Arrière          | 25     | 5      | -       | -    | -     |

Meilleurs marqueurs
| Rang | Joueur            | Poste          | Essais |
| ---- | ----------------- | -------------- | ------ |
| 1    | Bastien Guillemin | Arrière        | 5      |
| 2    | Lolagi Visinia    | Arrière        | 3      |
| 3    | Leva Fifita       | Deuxième ligne | 2      |
| 4    | Étienne Fourcade  | Talonneur      | 2      |
| 5    | Gaëtan Germain    | Arrière        | 2      |

### Coupe d'Europe
Meilleurs réalisateurs
| Rang | Joueur | Poste | Points | Essais | Transf. | Pén. | Drops |
| ---- | ------ | ----- | ------ | ------ | ------- | ---- | ----- |
| 1    | -      | -     | -      | -      | -       | -    | -     |
| 2    | -      | -     | -      | -      | -       | -    | -     |
| 3    | -      | -     | -      | -      | -       | -    | -     |

Meilleurs marqueurs
| Rang | Joueur | Poste | Essais |
| ---- | ------ | ----- | ------ |
| 1    | -      | -     | -      |
| 2    | -      | -     | -      |
| 3    | -      | -     | -      |
| 4    | -      | -     | -      |
| 5    | -      | -     | -      |